# Qamar Javed Bajwa
Bajwa (Punjabi: قمر جاوید باجڡا, Urdu: قمر جاوید باجوہ. nacido el 11 de noviembre de 1960) es un oficial militar paquistaní retirado que fue el 10.º jefe del Estado Mayor del Ejército de Pakistán desde el 29 de noviembre de 2016 hasta el 29 de noviembre de 2022.
Nacido en Karachi, en una familia Punyabí, Bajwa se educó en la universidad F.G. Sir Syed College y en Gordon College en Rawalpindi antes de unirse a la Academia Militar de Pakistán en 1978. Bajwa fue comisionado en 1980 en el 16º Batallón del Regimiento Baloch. Antes de su nombramiento oficial como Jefe de Estado Mayor del Ejército, se desempeñó en el cuartel general como inspector general de Capacitación y Evaluación e septiembre de 2015 a noviembre de 2016, y como comandante de campo de los X Corps entre agosto de 2013 y septiembre de 2015 que es responsable del área a lo largo de la Línea de Control en Cachemira. Además, se desempeñó como brigadier en la Misión de las Naciones Unidas en la República Democrática del Congo y como comandante de brigada en 2007.

## Edad temprana y educación
Nacido en Cachemira, Sindh, el 11 de noviembre de 1960, Bajwa se educó en la F. G. Sir Syed College y Gordon College en Rawalpindi antes de unirse a la Academia Militar de Pakistán en 1978. Su familia es oriunda de Ghakhar Mandi, Punjab. Su padre, Muhammad Iqbal Bajwa, era un oficial del ejército de Pakistán que murió mientras estaba en servicio en 1967 en Quetta, Baluchistán, Pakistán. Bajwa tenía siete años cuando murió su padre y era el menor de cinco hermanos. Él y sus hermanos fueron criados por su madre, quien murió en septiembre de 2013. El suegro de Bajwa, Ijaz Amjad, También fue un oficial del ejército de Pakistán que se retiró con el rango de Mayor General de dos estrellas.
Bajwa completó su educación secundaria e intermedia en F. G. Sir Syed College y y Gordon College en Rawalpindi antes de unirse al ejército de Pakistán en 1978, lo que lo llevó a asistir a la academia militar. Fue enviado a asistir a la Academia Militar de Pakistán en Kakul y se graduó de la misma en 1980.
Bajwa se graduó de la Escuela de Comando y Estado Mayor del Ejército Canadiense y la Escuela de Postgrado Naval en Monterey, California, Estados Unidos.También asistió a la Universidad de Defensa Nacional, Islamabad. Bajwa está casado con Ayesha. La pareja tiene dos hijos, Saad y Ali.

## Carrera militar
Después de unirse al ejército de Pakistán en 1978, Bajwa, quien se inscribió en la Academia Militar de Pakistán (PMA) en Kakul, completó su servicio allí con la clase 62° del curso largo de la PMA y ganó la comisión como subteniente el 24 de octubre de 1980, en el 16º Regimiento Baloch en el Acantonamiento de Sialkot, la misma unidad que solía comandar su padre.
En 1988, el Mayor Bajwa sirvió brevemente en la 5.ª Infantería Ligera del Norte en Azad Kashmir. Además, Bajwa sirvió en los X Corps, posicionados en Rawalpindi, como oficial de estado mayor. Tras la promoción como general del ejército de rango de una estrella, Bajwa se desempeñó nuevamente en los X Corps pero esta vez con el rango de Jefe de Estado Mayor (COS)
En 2003, Bajwa comandó el Comando Africano de las Fuerzas Armadas de Pakistán, junto a las Fuerzas de paz de las Naciones Unidas en la misión MONUSCO, en la República Democrática del Congo. Bikram Sing (Jefe del Estado Mayor del Ejército de la India en aquel entonces) calificó la actuación de Bajwa como "profesional y sobresaliente".
Después de ser ascendido a dos estrellas en mayo de 2009, Bajwa asumió el mando sobre la división de Comando de la Fuerza Áreas del Norte como su GOC (General Officer Commanding/Oficial general al mando), apostada en Gilgit-Baltistan, Pakistán.
En agosto de 2011, fue honrado con el Hilal-i-Imtiaz (Militar), y destinado como instructor en la Escuela de Infantería y Tácticas, en Quetta.
El 14 de agosto de 2013 fue ascendido al rango de tres estrellas y enviado como comandante de campo de los X Corps.
En 2014, Bajwa fue nombrado Coronel Comandante del Regimiento Baloch.

### Jefe de Estado Mayor del Ejército
En 2016, el general Raheel Sharif desestimó los rumores de buscar la extensión de su servicio militar. Si bien hubo rumores acerca de quien sería el nuevo jefe del ejército, el primer ministro Nawaz Sharif anunció que nombraría al entonces mayor general del ejército, el teniente general Zubair Hayat como presidente del Comité de Jefes de Estado Mayor Conjunto.
En 29 de noviembre de 2016, el primer ministro Sharif finalmente anunció que nombraría al general Bajwa como Jefe del Estado Mayor del Ejército, reemplazando a dos generales que eran superiores a él. Su fuerte postura y puntos de vista a favor de la democracia pueden haber influido en su nombramiento como jefe del ejército, como lo señalaron algunos expertos en los medios. Posteriormente, la Reuters informó que el primer ministro Sharif eligió a Bajwa por su ''estilo discreto''.
En diciembre de 2016, fue condecorado con la Nishan-e-Imtiaz.
En octubre de 2018, Bajwa recibió la Orden del Mérito Militar del rey Abdullah II de Jordania.
El 19 de agosto de 2019, el primer ministro de Pakistán, Imran Khan, extendió su mandato como jefe del ejército por otros tres años, a partir de noviembre de 2019 hasta noviembre de 2022. Sin embargo, el 26 de noviembre de 2019, la Corte Suprema de Pakistán suspendió la prórroga de tres años. El 28 de noviembre de 2019, la Corte Suprema de Pakistán anunció una orden breve que permitía una prórroga de 6 meses al mandato de Bajwa, durante la cual el parlamento debía legislar sobre la prórroga / reelección de un jefe del ejército. El 8 de enero de 2020, el Senado de Pakistán aprobó el Proyecto de Ley (Enmienda) del Ejército de Pakistán 2020, que permitió la extensión del mandato de Bajwa  tres años más hasta el 29 de noviembre de 2022.

#### La''Doctrina Bajwa''
El término ''Doctrina Bajwa'' fue acuñado por el Royal United Services Institute después del discurso de Bajwa en la 54.ª Conferencia de Seguridad de Munich. El periodista Suhail Warraich ha descrito la doctrina en detalle escribiendo para The News International (periódico pakistaní).

## Imagen pública
Se dice que Bajwa es un ávido lector y que tiene un gran interés en la historia de Europa.
Le gusta el cricket y solía jugar como receptor.

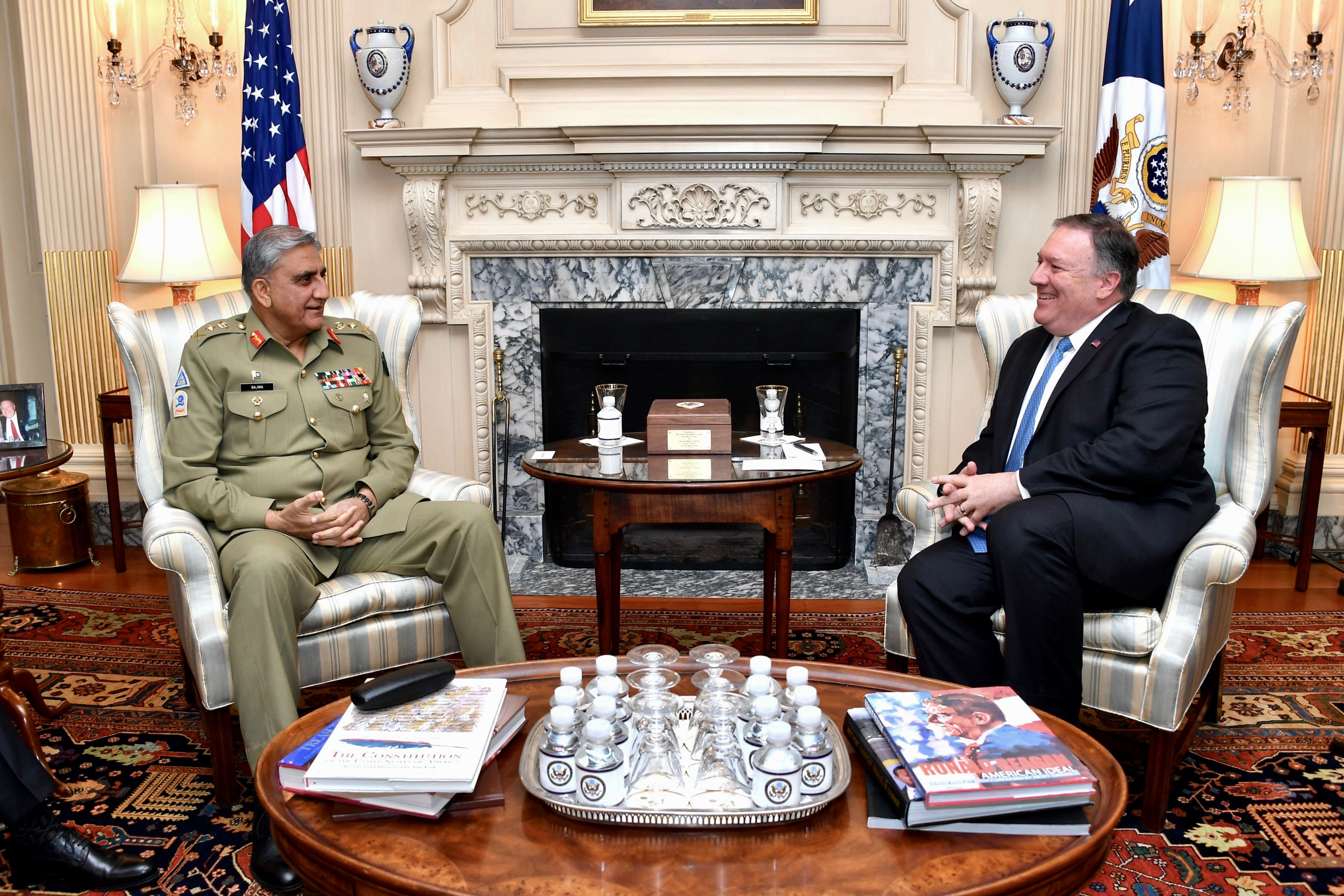
El secretario de Estado de los Estados Unidos, Mike Pompeo, se reúne con el jefe del Estado Mayor del Ejército de Pakistán, Qamar Javed Bajwa

Según los informes, ''el general Bajwa prefiere mantenerse actualizado sobre los últimos desarrollos dentro del panorama nacional indio''. Es conocido por tener un conocimiento sólido de las ambiciones estratégicas de la India en la región y experiencia en conflictos armados en Cachemira. Ha mejorado el enfoque para luchar contra el extremismo en todas sus manifestaciones, declarándolo ''una fuerza impulsora clave para el terrorismo''. Ha instado a sus conciudadanos, especialmente a los jóvenes, a luchar contra el extremismo.
En 2018, ocupó el puesto 68 en la lista de las personas más poderosas del mundo de la revista Forbes, que lo calificó de facto como la persona más poderosa de Pakistán que "se estableció como mediador y defensor de la democracia".

### Controversias
El ex primer ministro de Pakistán, Nawaz Sharif, alegó que Bajwa estaba detrás de su destitución del cargo de primer ministro al presionar al poder judicial y al Tribunal Supremo. También alegó que Bajwa estuvo involucrado en manipular las elecciones generales paquistaníes de 2018. Posteriormente, Muhammad Safdar Awan, yerno de Nawaz Sharif, fue detenido presuntamente a raíz de la desaparición forzada del oficial superior de policía provincial de la policía de Sindh, Mushtaq Mahar.

## Reconocimientos
|                                          | Medalla centenaria de Quetta del Command and Staff College | Orden al Mérito Militar (Jordania)        | Orden al Mérito de Turquía                    |
| Tamgha-e-Jamhuria                        | Nishan-e-Imtiaz (Orden militar de la excelencia)           | Hilal-e-Imtiaz (Cresciente De Excelencia) | Pakistán Tamgha                               |
| Sitara-e-Imtiaz (Estrella de Excelencia) | Tamgha-e-Baqa                                              | Tamgha-e-Diffa                            | Medalla de 40 años de servicio                |
| Medalla de 10 años de servicio           | Medalla de 20 años de servicio                             | Medalla de 30 años de servicio            | Medalla de 35 años de servicio                |
| Hijri Tamgha                             | Jamhuriat Tamgha                                           | Qarardad-e-Pakistán Tamgha                | Tamgha-e-Salgirah Pakistán                    |
| GUSP Medalla del Mérito (Rusia)          | Medalla de Servicio (Militar)                              | Condecoración militar egipcia             | Orden del Renacimiento del Rey Hamad (Baréin) |

## Fechas en vigencia de su promoción
| Insignia | Rango            | Fecha              |
| -------- | ---------------- | ------------------ |
|          | General, COAS    | Noviembre de 2016  |
|          | Teniente General | Julio (2013)       |
|          | Mayor General    | Mayo de 2009       |
|          | Brigadier        | abril de 2003      |
|          | Coronel          | Septiembre de 2000 |
|          | Teniente Coronel | abril de 1993      |
|          | Mayor            | Noviembre de 1987  |
|          | Capitán          | abril de 1983      |
|          | Teniente         | Octubre de 1981    |
|          | Subteniente      | Octubre de 1980    |